# Willy Van Renterghem
 (janvier 2013).
Si vous disposez d'ouvrages ou d'articles de référence ou si vous connaissez des sites web de qualité traitant du thème abordé ici, merci de compléter l'article en donnant les références utiles à sa vérifiabilité et en les liant à la section « Notes et références ».
Pour les articles homonymes, voir Van Renterghem.
Willy G.M. Van Renterghem est un homme politique belge (membre du PVV), né à Alost le 8 octobre 1935.
Il fut président d'une mutuelle.
Il fut membre de la chambre des Représentants élu d'Alost (1978-1991).